# Tombe reali di Selcë e Poshtme
Le tombe reali di Selcë e Poshtme si trovano nei pressi del villaggio di Selcë e Poshtme, vicino alla città di Pogradec, in Albania.

## Storia
Sulla riva destra del fiume Shkumbin, a un'altitudine di 1 040 metri, si trovano i resti dell'antica città di Pelion: abitata già nel Neolitico, raggiunse il periodo di massimo splendore tra il V e il I secolo a.C., divenendo anche residenza reale dei re illirici. Tra il IV e il III secolo a.C., al di sotto dell'acropoli, vennero scavate e create delle tombe destinate ai re illirici. Successivamente venne occupata dai romani. Le tombe, con il resto della città antica, vennero esplorate tra il 1969 e il 1972 dall'archeologo Neritan Ceka. Nel 1996, l'Albania ha proposto il complesso di tombe all'UNESCO per un loro ingresso come patrimonio mondiale dell'umanità.

## Descrizione
La facciata della tomba I è decorata con lesene doriche e capitelli che ricordano l'ordine ionico: si conservano inoltre tracce di pittura. Segue quindi un'anticamera e poi la camera funeraria, di forma rettangolare, coperta da una volta a botte e con un'altezza pari a due metri e dieci: nella camera sono presenti due panche scavate nella roccia.
La tomba II è sormontata da una struttura simile a un teatro, con due file di sedili a gradini, probabilmente utilizzate per effettuare qualche rituale o dalla famiglia del defunto durante la visita. Al di sotto è presente la camera funeraria, di forma rettangolare: in origine la camera, a cui si accede tramite delle scale, era sigillata con lastre di pietra.
La tomba III si presenta con un'esedra scavata nella roccia a forma di emiciclo ionico, con otto lesene, i cui capitelli sono stati realizzati separatamente. Ai lati sono presenti delle nicchie decorate con bassorilievi. Entrando nella tomba si nota una prima stretta camera, probabilmente abbandonata a causa delle irregolarità nella roccia. La seconda camera ha un'alta volte a botte e conteneva due sarcofagi scolpiti: in totale furono rinvenute dieci sepolture, alcune dai sarcofagi, altre dal pavimento. Grazie ad alcuni oggetti ritrovati al suo interno come orecchini d'oro, collane, spille, anelli e ornamenti d'argento, gli archeologi hanno supposto che potrebbe trattarsi di una tomba destinata alla famiglia reale.
La tomba IV risale alla seconda metà del III secolo a.C. ed è tra tutte la tombe quella dall'aspetto più monumentale: ha una facciata alta 5 metri, adornata con colonne ioniche, oltre a trabeazione e timpano che vanno a formare un ingresso simile a quello di un tempio. Lungo la facciata sono scolpite sette nicchie, parzialmente ricoperte da iscrizioni, secondo gli archeologi risalenti al I secolo a.C., opera del costruttore o dei supervisori dei lavori. L'accesso alla tomba era garantito da una porta in pietra a doppia anta. La camera funeraria presenta una volta a botte e originariamente era rivestita di intonaco: conteneva un unico sarcofago realizzato con lastre di pietra già rubato durante l'antichità.
La tomba V, risalente alla fine del III secolo a.C., è costituita da un'anticamera e da una camera funeraria, entrambe in bugnato: le due camere erano separate da una porta costituita da una lastra in pietra. Nella camera funeraria si trovano i resti di tre sarcofagi, costruiti con blocchi di pietra verticali: usati per i resti umani, successivamente al loro interno vennero deposte urne e beni funebri. La tomba fu derubata nell'antichità.